# Félkurzív kínai írás
A félkurzív írás (vagy más néven: folyóírás) a kínai írás kézírásos változata, amely a Keleti Han-korban jelent meg, de máig általánosan használt forma. Jóllehet a hagyományos kínai íráshoz alakították, de az egyszerűsített kínai írásra is tökéletesen adaptálható volt, többek között azért, mert a hagyományos kínai írásjegyek egy részét – épp a félkurzív írásban már korábban is használt összevonások alapján – egyszerűsítették. Máig az egyik leggyakoribb kalligráfiai stílusnak számít.

## Története, elnevezése
A félkurzív írás a Keleti Han-dinasztia idején alakult ki, a hivatalos kancellár írás és a szabályos kaj-su (kaishu) gyors, lendületes kézírásos változataként.
A stílus kínai elnevezését (hszing-su (xingshu) 行書) egy Tang-kori forrás úgy magyarázza, hogy a mivel könnyebb írni, mint a kaj-su (kaishu)t, használata népszerűvé vált a miniszterek között (hsziang-csien liu-hszing (xiang jian liuxing) 流行), és ezért nevezik hszing-su (xinshu)nak. (A hszing (xing) írásjegy 行 elsődleges jelentése: 'halad', 'megy'.) A magyar szakirodalomban folyóírásnak is nevezik.
Másik elnevezése: hszing-kaj (xingkai) 行楷, ami arra utal, hogy a kaj-su (kaishu) könnyebben írható, kézírásos változata.
Jelentőségét mindmáig megőrizte, hiszen nem csak a kalligráfia egyik leggyakrabban használt stílusa, hanem az általános kínai kézírás is a hszing-su (xingshu) szabályait követi.

## Formajegyei
A félkurzív írás megőrizte a kancellár írás és a szabályos kaj-su (kaishu) szögletes, négyzetbe szerkesztett struktúráját, de már kihasználja az ecsetvonások hajlékonyságát, amely lehetővé tette a gyors kézírássá válását. Előszeretettel egyszerűsít, gyakorta él a grafikai elemek összevonásával – afféle állandósult ligatúrákat alkalmazva, de épp csak annyira, hogy az ne menjen az olvashatóság rovására. Aki el tudja olvasni a kaj-su (kaishu)val írt kínai szöveget, annak a félkurzív írás megértése sem okoz nehézséget. Többek között ezt a formai jellegzetességét használták ki, amikor az 1950-es években megalkották az egyszerűsített kínai írást.
A félkurzív írás a maga művészi lendületességével közvetlen előzménye a kurzív írásnak, vagy más néven a fogalmazó írásnak, amely az absztrakt megoldásaival, egyéni ligatúrák használatával a kalligráfia legmagasabb szintjét képviseli a Távol-Keleten.